# Don’t Stand Another Chance
«Don’t Stand Another Chance» — основной сингл со второго студийного альбома Dream Street американской певицы Джанет Джексон. Вторая песня Джексон, вошедшая в лучшую десятку синглов чарта R&B на 9 место в 1984 году. Певица впервые включила песню в список композиций своего концертного тура Rock Witchu Tour в 2008 году.
Песня написана Джанет Джексон совместно с братом Марлоном Джексоном и музыкантом Джоном Барнесом. Марлон Джексон также является продюсером записи и принял участие в записи бэк-вокала с братьями Майклом, Тито и Джеки.

## Официальные версии/Ремиксы
- Album Version (4:18)
- Remixed Version (6:52)
- Dub Version (6:52)

## Позиции в чартах
| Чарт (1984)                                    | Высшее место |
| ---------------------------------------------- | ------------ |
| США Bubbling Under Hot 100 Singles             | 101          |
| США Billboard Hot R&B/Hip-Hop Singles & Tracks | 9            |
| США Billboard Dance Music/Club Play Singles    | 23           |
| Южная Африка (чарт продаж)                     | 40           |

Некоторые выпуски сингла были выпущены с песней «Rock N Roll» на стороне «Б», которая больше нигде не встречается.